# Station Kurzętnik
Station Kurzętnik was een spoorwegstation in de Poolse plaats Kurzętnik.